# Buslijn CAB-ZHAM
Buslijn CAB - ZHAM was een buslijn in de Nederlandse provincie Zuid-Holland tussen Den Haag/Scheveningen en Rotterdam/Waalhaven, die in 1930 door de HTM overgenomen werd. 

## Historie
- In 1928 kregen twee samenwerkende bedrijven, de CAB (N.V. Expeditiebedrijf J.P. de Cock) en de ZHAM (N.V. Zuid-Hollandse Autohandel Maatschappij), vergunning voor een buslijn Scheveningen - Den Haag - Rijswijk - Delft - Rotterdam Waalhaven, waar toen een vliegveld was.
- De voormalige concurrenten wisten de lijn(en) niet rendabel te krijgen, en in 1930 nam de HTM deze lijn(en) over, met handhaving van de naam. De HTM-directeur werd tevens directeur van de CAB-ZHAM. Er was geen lijnletter of lijnnummer. De dienst reed gewoon verder met de eigen bussen. Later gingen er bussen van de HTM rijden, maar met CAB-ZHAM opschriften.
- Op 1 mei 1930 begon de HTM de exploitatie. De hoofdlijn was tussen de Plaats in Den Haag en het Oostplein in Rotterdam. Twee aan/afvoer-lijnen reden tussen Scheveningen-Den Haag Plaats en Rotterdam Waalhaven-Rotterdam Hofplein. Er waren ongeveer 70 haltes.
- Op 1 juli 1930 werden vier van de 35 dagelijkse ritten gecombineerd, waardoor een doorgaande lijn Scheveningen-Waalhaven ontstond. Per 1 augustus 1930 werd niet meer over de Delftweg gereden maar via de nieuwe Rijksweg 13, die toen tussen Rijswijk en Delft gereed was gekomen.
- Deze lijn beconcurreerde gedeeltelijk de NS-spoorlijn Den Haag - Rotterdam, maar toen de NS in 1933 de prijzen verlaagde, maakten minder mensen gebruik van deze buslijn. Ook had de KLM plannen voor een buslijn tussen Waalhaven en Den Haag. HTM en KLM kwamen overeen nauw te gaan samenwerken. De KLM zag daarom af van een eigen buslijn. De HTM ging voor de KLM de dienst uitvoeren.
- Ondanks de teruglopende reizigers aantallen op de buslijn, bleven de NS en gedeputeerde staten bezwaar maken tegen de CAB-ZHAM lijn, en maakten de dienst daarom steeds moeilijker. In 1935 werd de lijn daarom gesplitst in een CAB-deel (Rotterdam-Rijswijk, later Rotterdam-Delft) en een ZHAM-deel (Den Haag Hofweg-Waalhaven). Daarmee hield de CAB-ZHAM-combinatie op te bestaan. Vervoer naar het vliegveld was voortaan alleen bestemd voor luchtreizigers en bezoekers van het vliegveld. De CAB mocht gaan doorrijden tot de Penninglaan in Rijswijk, maar omdat de NS nog niet tevreden was werd op 11 augustus 1935 deze lijn al weer terug getrokken tot de Haagpoort in Delft. De nieuwe voorwaarden waren eigenlijk het begin van het einde. Het gevolg was dat de CAB-lijn 75% minder reizigers vervoerde, waardoor de CAB/HTM af wilde van de lijn Rotterdam-Delft.
- In 1936 werd het deel Rotterdam-Delft overgenomen door de RET, die er lijn D van maakte. De CAB hield op te bestaan. Na 1 juli 1936 gingen er KLM-bussen op de lijn rijden.
- RET-buslijn D werd drie jaar later buslijn C, en in 1942 overgedaan aan het streekvervoer (eerst WSM, later Westnederland, daarna ZWN, gevolgd door Connexxion), dat de lijn decennia lang tot 2007 exploiteerde, respectievelijk als lijn B, 6, 56 en 129, en sinds 2008 is het RET-buslijn 40.
- In 1937 waren er diverse festiviteiten op vliegveld Ypenburg. De ZHAM reed daarom voor de KLM tussen de Hofweg in Den Haag en het vliegveld.
- In 1938 werd Delft niet meer aangedaan. De bussen reden rechtstreeks tussen Den Haag en Waalhaven.
- Op 1 september 1939 werd de dienst gestaakt vanwege de mobilisatie en omdat vliegveld Waalhaven militair vliegveld werd.
- In 1940 werd nog nieuwe vergunning aangevraagd, maar die werd geweigerd. Daardoor kwam er ook een einde aan de ZHAM.
- De route volgde ongeveer tramlijn 9 vanaf Scheveningen Kurhaus. De eerste halte was pas bij de Wittebrug. Verderop ging het via Nassauplein en Plein 1813, Lange Voorhout en de Plaats, en ging dan grotendeels verder via de route van tramlijn I - 1 naar Delft. In Delft werd echter niet de tramroute gevolgd, maar ging het langs de andere kant van de oude binnenstad. (Insulindeweg-Oostsingel) Daarna werd de Schie gevolgd, via De Zweth, tot in Overschie. In Overschie ging de lijn via Delftweg, Dorpsstraat, Oude Rijweg, en Kanaalweg. In Rotterdam ging het onder andere via de Heulbrug, Provenierssingel, Poortstraat, postkantoor(Coolsingel), Boompjes, Nassaukade, Willemsbrug, Rose Spoorstraat, viaduct Varkenoord, Putschelaan, Brielschelaan en de Doklaan naar vliegveld Waalhaven. Tussen Delft-noord en Scheveningen mocht richting Scheveningen niet worden ingestapt, en richting Rotterdam niet uitgestapt. In principe werd er elk half uur gereden. Naar het Oostplein ging de lijn via Coolsingel, Meent, Heerenstraat en Goudschesingel.
- Vanaf 1 augustus 1930 werd de nieuwe Rijksweg 13 gevolgd in plaats van de Delftweg, maar als onderdeel van het langzamerhand onmogelijk maken van de lijn werd in 1935 gebruik van de nieuwe rijksweg (snelweg) verboden. De belangen van de reizigers werden totaal genegeerd, ten gunste van de spoorwegen.